# Děčín (huyện)
Huyện Děčín (tiếng Séc: Okres Děčín) là một huyện (okres) nằm trong vùng Ústí nad Labem của Cộng hòa Séc. Huyện Děčín có diện tích 909 km², dân số năm 2002 là 133631 người. Thủ phủ huyện đóng ở Děčín. Huyện này có 52 khu tự quản.

## Các khu tự quản
Huyện Děčín có 52 khu tự quản sau: